# Dreamer (Axwell-Λ-Ingrosso-Lied)

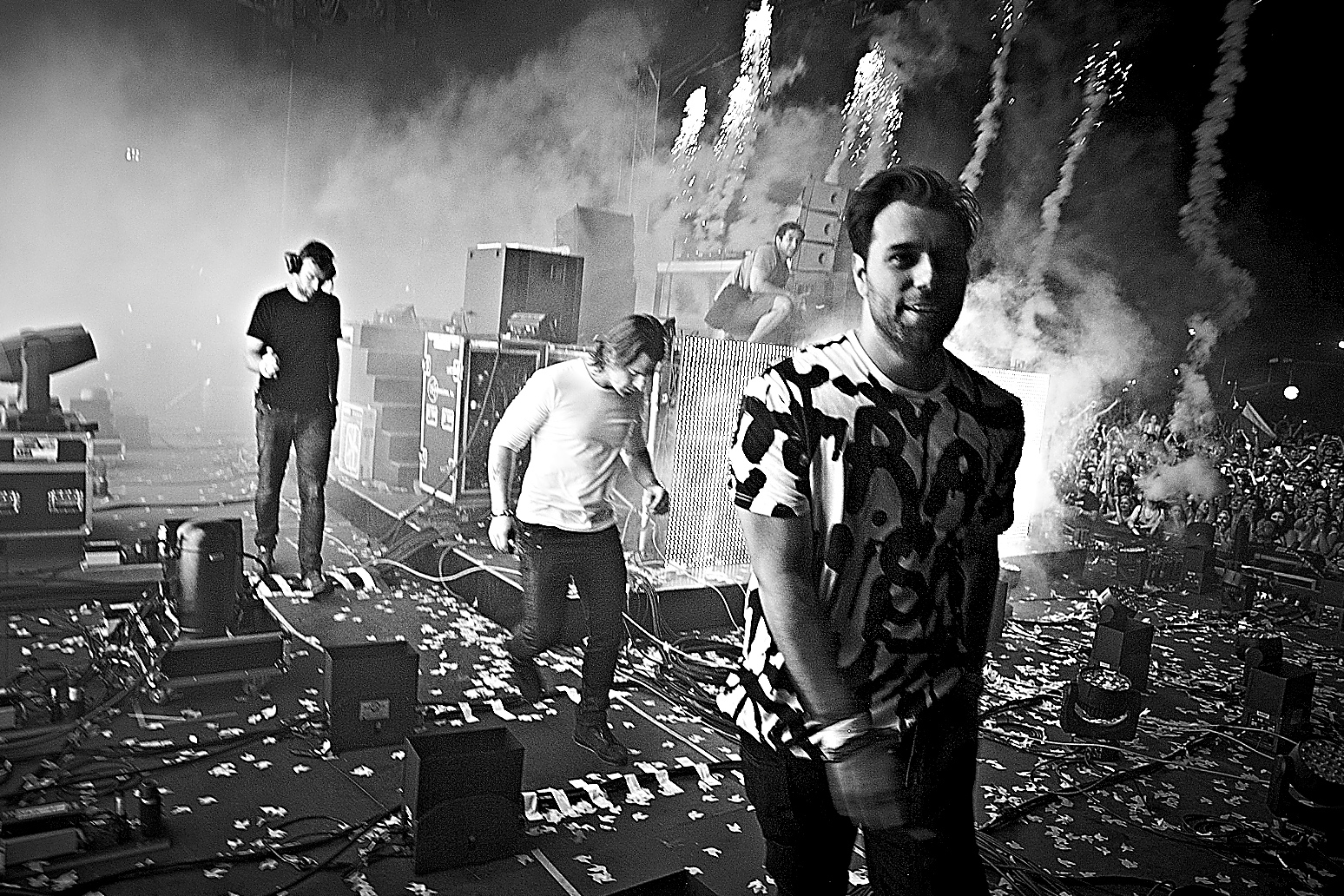
Axwell und Sebastian Ingrosso

Dreamer (englisch „Träumer“) ist ein Lied des schwedischen DJ- und Produzenten-Duos Axwell Λ Ingrosso. Die Veröffentlichung erfolgte am 8. Dezember 2017 über die Plattenlabel „Universal Music“ und „Kobalt Music“. Das Lied stellt ein Follow-Up des Liedes More Than You Know, das sich im Sommer 2017 zu einem kommerziellen Erfolg entwickelte. Parallel zum Song erschien auch ihr Debütalbum More Than You Know.

## Hintergrund
Das Lied wurde von den beiden Produzenten Axel Hedfors, Sebastian Ingrosso, den Projekt zugehörigen Songwritern Salem Al Fakir und Vincent Pontare sowie Elof Loelv geschrieben. Axwell und Ingrosso spielten die zu hörenden Instrumente zusammen mit Jens Siverstedt ein und produzierten letzten Endes die finale Version. Beim Mastering unterstützte sie der Recording-Engineer Tom Hall. Den Gesang übernahm der kanadische Sänger und Songwriter Trevor Guthrie. Die Hauptveröffentlichung übernahmen die Plattenlabel „Kobalt Music“ sowie „Universal Music“. Die Rechte an dem Lied liegen bei „Axwell Music AB“ und „Refune Music Ltd.“
Premiere feierte das Lied im Oktober 2016 beim Amsterdam Music Festival. Bereits in Folge des ersten Plays erschienen viele Mitschnitte von diesem auf mehreren Streaming-Plattformen und konnten teils über eine Million Klicks erreichen. Aufgrund des Stils, der dem des Vorläuferprojekts von Axwell und Sebastian Ingrosso „Swedish House Mafia“ sehr ähnelt, erhielt der Song bereits vor Release viel Aufmerksamkeit.
Im Laufe des Jahres 2017 rückte Dreamer bei den Liveauftritten des Duos immer mehr in den Hintergrund, bis Axwell am 30. November 2017 via „Twitter“ bekannt gab, dass das Release des Tracks für Freitag, den 8. Dezember 2017 anstünde.
Auf „Instagram“ gab Axwell wenige Tage nach der Ankündigung einen Einblick in den Track, der sich dabei offensichtlich von der ursprünglichen Version unterschied. Eine für den 6. Dezember 2017 bekanntgegebene zweite Premiere bestätigte die Neuauflage des Songs. Letzten Endes stellte sich heraus, dass die Progressive-House-lastigen Klänge zu einem Stil abgewandelt wurden, der den Charakterzügen der Vorgänger-Single More Than You Know ähnelte. Einen Tag vor Release veröffentlichte das Duo eine erste offizielle Preview des Songs auf ihren Social-Media-Profilen.

### Artwork
Parallel mit Ankündigung der Singleveröffentlichung enthüllte Axwell ebenfalls das Single-Cover. Gestaltet wurde es von Sara Shakeel und zeigt das Röntgenbild eines menschlichen Schädels. In diesem sind zwei fliegende Untertassen zu sehen von denen Regenbogenfarben ausgehen, welche die im Lied thematisierten Träume symbolisieren. Der Hintergrund basiert auf schwarzer Farbe.

## Musikalisches und Inhalt
Das Lied basiert auf einem 4/4-Takt und das Tempo liegt bei 128 bpm. Eingeleitet wird der Track durch eine, von einem Piano gespielten Melodie. Nach zwei Akkorden setzt die erste Strophe ein, während der sich das Instrumental ändert. Vorm Einsetzen des Refrains ertönt zusätzlich ein Pre-Refrain. Dieser unterscheidet sich vom Refrain durch leicht abgeänderten Text und Stimmung des Sängers. Die Bridge zum Drop setzt sehr ruhig ein und ist auf die pianoähnlichen Klängen fokussiert. Durch zwei wiederholte Lines aus dem Refrain wird der Progressive-House-Drop eingeleitet, der sich stark an dem Sound der Bridge orientiert.
Stark angelehnt wurde die Melodie durch den Song The World Is Yours von Vanilla Sky.
Der Text thematisiert die Sicht des lyrischen Ichs auf das Verhältnis zu einer anderen Person. In der ersten Strophe stellt es zu Beginn noch einen Sachverhalt klar, bis es in der letzten Zeile erwähnt, dass es das leitende Licht durch diese Situation sein könnte. Im Pre-Refrain sowie auch im Refrain fordert es die andere Person weiterhin auf, mit ihm gemeinsam zu harmonieren, um gemeinsam zu träumen.
| „We are dreamers together Always and forever Let’s get high on believing I can promise you Yes I am a dreamer too“ – Refrain, Originalauszug | „Wir gemeinsam sind Träumer Immer und auf ewig Lass uns fest dran glauben Ich kann dir versprechen Ja, ich bin ebenfalls ein Träumer“ – Refrain, Übersetzung |

## Rezeption

### Kritik
Das Lied erhielt bereits vorab sehr positives Feedback. Ausschlaggebend dafür war, dass es sich stilistisch an dem Hauptgenre der Swedish House Mafia orientierte. Sowohl die Vocals, als auch das Instrumental sollen an das Lied Don’t You Worry Child erinnern. Die Neufassung des Liedes rief unterschiedliche Meinungen hervor. Zum einen wurde der neue Stil als sehr modern beschrieben, zum anderen hätte es dadurch jedoch an Charakter verloren. Timo Büschleb von „Dance-Charts“ sprach sich positiv der alten Version aus, indem er diese als nostalgisch bezeichnete. Der neuen Version sprach er ein starkes Hitpotential aus:

„"Dreamer" verlor durch die Neugestaltung leider jeglichen nostalgischen Aspekt und damit in gewisser Weise auch die Gänshautfaktoren. Guthries Stimme kann jedoch auf ganzer Linie überzeugen und klingt unglaublich sicher und vertraut. Der Drop wurde nun sehr modern gestaltet und schließt direkt an „More Than You Know“ an, womit es ein heißer Anwärter auf einen weiteren Erfolg des Duos ist.“

### Kommerzieller Erfolg
Dreamer erreichte binnen der ersten 24 Stunden über 100.000 Streams auf der Streaming-Plattform Spotify und rückte in die obere Charthälfte mehrerer Downloadportale. In mehreren europäischen Ländern konnte es zudem auch eine Platzierung in den offiziellen Single-Charts erreichen, darunter auch in Deutschland, Österreich und der Schweiz.

#### Charts und Chartplatzierungen
| ChartsChartplatzierungen | Höchstplatzierung | Wochen |
| ------------------------ | ----------------- | ------ |
| Deutschland (GfK)        | 34 (19 Wo.)       | 19     |
| Österreich (Ö3)          | 20 (21 Wo.)       | 21     |
| Schweden (GLF)           | 17 (28 Wo.)       | 28     |
| Schweiz (IFPI)           | 44 (19 Wo.)       | 19     |

#### Auszeichnungen für Musikverkäufe
| Land/Region        | Auszeichnungen für Musikverkäufe (Land/Region, Auszeichnung, Verkäufe) | Verkäufe |
| ------------------ | ---------------------------------------------------------------------- | -------- |
| Brasilien (PMB)    | Gold                                                                   | 20.000   |
| Deutschland (BVMI) | Gold                                                                   | 200.000  |
| Frankreich (SNEP)  | Gold                                                                   | 100.000  |
| Italien (FIMI)     | Gold                                                                   | 25.000   |
| Schweden (IFPI)    | 2× Platin                                                              | 160.000  |
| Insgesamt          | 4× Gold · 2× Platin ·                                                  | 505.000  |

## Veröffentlichung
Als Download-Single erschien der Track am 8. Dezember 2017. Hierbei handelt es sich um den Radio Edit in Form eines Einzeltracks. Eine CD-Single-Veröffentlichung wurde nicht angekündigt. Am 2. Februar 2018 veröffentlichte das Duo eine Remix-EP, die einen Progressive-House-Remix von Matisse & Sadko eine Deep-House-Version von Klahr, eine Neuinterpretation im Trance-Stil von Alpha 9 sowie einen Remix von Jack Wins enthält. Insbesondere die Version von Matisse & Sadko erfreute sich an Beliebtheit, da dieser sich an dem Stil und der Melodie der Original-Version orientierte. Am 23. Februar 2018 folgte ein Future-Bass-Remix von Sylvain Armand als Einzeltrack.
- Download

1. Dreamer – 4:11[14]

- Remix EP

1. Dreamer (Matisse & Sadko Remix) – 4:10
2. Dreamer (Klahr Remix) – 3:32
3. Dreamer (Alpha 9 Remix) – 3:25
4. Dreamer (Jack Wins Remix) – 3:27

- Sylvain Armand Remix

1. Dreamer (Sylvain Armand Remix Remix) – 3:11

## Musikvideo
Ein offizielles Musikvideo wurde zu Dreamer zunächst nicht veröffentlicht. Hingegen veröffentlichte der Promotional- und Label-Channel „Proximity“ parallel zum Single-Release ein offizielles Lyric-Video. Dieses zeigt den Songtext auf einem dunklen Hintergrund mit farbigen Animationen um die Liedzeilen herum. Teilweise ist das Lambda-Symbol durch das Bild schweben zu sehen. Nach drei Wochen erreichte das Lyric-Video über 13 Millionen Views. Derselbe Channel verkündete auf Facebook, dass er versuchen würde, die Erlaubnis zum Upload der Progressive-House-Version zu erhalten.
Am 19. Januar 2018 veröffentlichte das Duo das offizielle Musikvideo. Dieses basiert auf der Visualisierung, wie sie bei ihren Liveauftritten im Hintergrund zu sehen war, wenn sie das Lied spielten. Hier sind zwei Personen zu sehen, die bekleidet unter Wasser treiben. Offensichtlich befindet sich das Wasser in einem Glasbehälter aus dem sie versuchen zu entfliehen. Nachdem sie durch ein Licht zueinander gefunden haben und sich entkleiden schaffen sie es an die Wasseroberfläche zu gelangen.